# Skinny Puppy
Skinny Puppy (МФА: [ˈskɪni ˈpʌpi]; в переводе с англ. — «Тощий щенок») — канадская индастриал-рок-группа, сформированная в Ванкувере (Британская Колумбия) в 1982 году. Группа считается пионером жанра электро-индастриал и одним из наиболее влиятельных коллективов «индустриальной» музыки.
Изначально Skinny Puppy возникла как экспериментальный побочный проект Кевина Ки (при рождении Кевин Кромптон) — участника нововолновой группы Images in Vogue, но с приходом Нивека Огра (при рождении Кевин Огилви) она переродилась в полноценный проект. На протяжении последующих 35 лет, составляющих историю коллектива, Ки и Огр оставались постоянными его участниками; помимо них к числу наиболее значительных персоналий в составе группы относятся Дуэйн Гёттел (1986—1995) и Дэйв «Рэйв» Огилви (долговременный сотрудник, сопродюсер и неформальный «четвёртый» участник до 1995 года), а также ряд гостевых музыкантов, в том числе Билл Либ (1985—1986) и Эл Йоргенсен (1989).
Самостоятельно выпустив в 1984 году свой дебютный мини-альбом Back & Forth, Skinny Puppy заключили контракт с лейблом Nettwerk; за последующие восемь лет Skinny Puppy стали культовой командой, разработав собственное звучание на основе эмбиента, нойза, «новой волны», электро и рока с инновационным подходом к семплированию. На протяжении нескольких концертных туров, проведённых в тот период в Северной Америке и Европе, Skinny Puppy получили известность театрализованными концертными выступлениями и видеоклипами, привлекая внимание к темам химического оружия и опытов на животных.
По завершении контракта с Nettwerk Skinny Puppy заключили контракт с лейблом American Recordings, после чего переехали в Малибу; конфликты между участниками, усугубленные проблемами с наркотиками, сильно осложнили запись их следующего альбома The Process. Огр покинул группу в июне 1995 года; два месяца спустя Гёттел умер от передозировки героина. Завершенный при участии Рэйва, The Process был выпущен в память о Гёттеле зимой 1996 года. Ки и Огр, ранее уже занятые в ряде сторонних проектов, прекратили сотрудничество вплоть до 2000 года, когда они вместе сыграли концерт на фестивале Doomsday в Дрездене. Спустя три года последовало возрождение группы при участии Марка Уолка; первый альбом обновлённой группы — The Greater Wrong of the Right — был выпущен в 2004 году, чему сопутствовала активная концертная деятельность; в последующий период было издано ещё три альбома, самый недавний из которых — Weapon — вышел в 2013 году.

## История
Летом 1983 года из состава молодой местной команды Images in Vogue вышли два участника: барабанщик Кевин Ки (cEVIN Key; настоящее имя Kevin Crompton) и вокалист Нивек Огр (Nivek Ogre; при рожденииКевин Ойливи Kevin Ogilvie). В 1984 году была записана кассета Back & Forth с продюсером Дэвидом Огилви (David «Rave» Ogilvie). С ним группа работала над целым рядом пробных записей, включая и первый ЕР Remission. Этот мини-диск был опубликован на лейбле Nettwerk, с которым Skinny Puppy подписали контракт на выпуск двух альбомов. ЕР Remission привлек к дуэту внимание брюссельского лейбла Play It Again Sam Records, который взялся за распространение их записей в Европе. В 1985 году Skinny Puppy расширились до трио: в группу пришел клавишник и программист Вильгельм Шрёдер (Wilhelm Schroeder), он же Билл Либ. В октябре 85 года вместе с новым участником Skinny Puppy записали свой полноформатный дебют Bites. Летом 1986 года Вильгельм Шрёдер предпочел коллективному творчеству сольную карьеру. Его место занял бывший участник группы Psyche Дуэйн Гёттел (Dwayne Goettel), внесший впоследствии посильный вклад и в пополнение репертуара Skinny Puppy. Он принимал участие в сессиях второго альбома Mind: The Perpetual Intercourse, опубликованного в сентябре 1986 года. Больше всего поклонников нашлось у первого сингла «Dig It», который финишировал в Тор 10 танцевального чарта журнала «Rolling Stone».
Уже осенью 1987 года вышел третий лонг-плей Cleanse Fold and Manipulate, после чего группа Skinny Puppy переросла статус культовой и независимой, что подтвердила хвалебная рецензия на страницах одного из ведущих американских журналов «People». Обозреватель издания в частности, отмечал: «Skinny Puppy создают, по их собственному определению, аудиоскульптуру. То, что они играют, можно называть по-разному, например сумасшествием. Странные хаотические звуки и далекое эхо сталкиваются, резонируют и отскакивают рикошетом, то и дело завязываются невнятные диалоги, как будто в комнату долетают звуки телевизора, работающего в соседнем номере. Это напоминает путешествие по закоулкам ночного кошмара».
Слишком агрессивная, вызывающе жестокая эстетика группы тяжело переваривалась многими людьми. Например, видеоклип «Worlock» (LP Rabies) неоднократно запрещался к трансляции на разных каналах из-за перенасыщенности сценами насилия и зверства. Сценический экстремизм тоже далеко не всем был по душе. В некоторых городах группе запрещали выступать, а в городе Цинциннати, штат Огайо, музыкантов однажды арестовали за чересчур эксцентричное поведение на сцене.
1990 год стал переломным в истории Skinny Puppy. Нивек Огр, Кевин Ки и Дуэйн Гёттел, утомленные интенсивной совместной работой последних лет, разбрелись по собственным сайд-проектам и другим группам. По словам Огра, участвуя в других проектах, он «получил шанс пообщаться со многими замечательными людьми и реализовать идеи, которые уже давно обдумывал». Огр записывался с группами Ministry, Revolting Cocks и Pigface, работал в новом проекте Welt, созданном бывшим басистом Killing Joke Рейвеном (Raven). Кевин и Дуэйн создали ряд сайд проектов, среди которых Hilt, Doubting Thomas и Download.
В 1995 году от передозировки героина умирает Дуэйн Гёттел. Отношения в коллективе к тому моменту были уже более, чем напряженные (во многом из-за связанного с наркотиками эксцентричного поведения Нивека Огра), и смерть музыканта ставит точку в истории классического состава Skinny Puppy. Буклет к альбому The Process, вышедшему через год после смерти музыканта, оканчивается словами The End.

## Стиль

### Звучание
Вдохновлённая музыкой Suicide, SPK, Kraftwerk, Yellow Magic Orchestra, Cabaret Voltaire, Chrome, Throbbing Gristle, Bauhaus, Joy Division, New Order, Depeche Mode, Fad Gadget, Nocturnal Emissions, Partion Control и The Legendary Pink Dots (музыка, которая была доступна группе в основном через обмен кассетами), Skinny Puppy экспериментировал с аналоговыми и цифровыми техниками записи, сочиняя многослойную музыку с помощью синтезаторов, драм-машин, акустической перкуссии, лупов, семплеров и обычные инструменты рок-музыки для создания того, что они назвали «звуковой скульптурой»
. Их широкое использование семплов из хоррор-фильмов и радиопередач служило для «прояснения или затемнения» смысла песен, и они применяли большое количество искажений и прочих эффектов к вокалу Нивека Огра, которые часто звучат как поток сознания. Тексты песен обычно ссылаются на социальные и политические темы, включая права животных, деградация окружающей среды, наркомания, самоубийства, война, неприкосновенность частной жизни и самоопределение. Они также использовали свою музыку, чтобы привлечь внимание к таким событиям, как протесты на площади Тяньаньмэнь в 1989 году, СПИД-эпидемии и ядерной катастрофы на АЭС «Фукусима-Дайити» в 2011 году. Часто неформальный, импровизационный подход Skinny Puppy к музыкальной композиции обозначается использованием придуманного ими термина «brap», который определяется как глагол, означающий «собираться вместе, подключать электронные инструменты, кайфовать и записывать».
Изначально это была мрачная синти-поп-группа, позже Skinny Puppy приобрели более индустриальное звучание после включения в состав Дуэйна Гёттеля в 1986 году, а позже были признаны пионерами жанра электро-индастриал. Их музыка была описана как охватывающая целый ряд стилей, включая эмбиент, авангардный фанк, нойз-рок и индастриал-метал. Музыку, последовавшую за смертью Гёттеля, сравнивают с такими жанрами, как глитч и IDM. В The Village Voice описали ранние работы Skinny Puppy как «мрачный электро-поп», в то время как Билл Коулман из Billboard думал о них как о «капризном техно-предприятии» с «раздражающей» музыкальной подачей. Журнал People назвал вокал Огра «непонятным» и сравнил использование группой семплирования с шумами, слышимыми по «телевизору в соседнем гостиничном номере». AllMusic назвал музыку Skinny Puppy «примитивным» и «Kraftwerk ушёл в преисподнюю», сказав далее, что в отличие от групп, которые последовали за ними, «Огр и Ки знали, как создавать мелодии и сочетать их с самыми оригинальными звуковыми паттернами». Огр сказал в Windsor Star в 1986 году, что «в некотором смысле наша музыка или чувства, выраженные нашей музыкой, ощущается гораздо большим количеством людей», чем ожидалось.
Огр сказал в интервью журналу Auxiliary Magazine в июне 2013 года: «В индустриальной музыке есть очень милитаристская сторона, но мы гораздо больше склоняемся к психоделической стороне».

## Состав
Текущий состав
- Нивек Огр (англ. Nivek Ogre); настоящее имя Кевин Огилви (англ. Kevin Ogilvie) — ведущий вокал, тексты, клавишные (c 1982)
- Кевин Ки (англ. cEvin Key); настоящее имя Кевин Кромптон (англ. Kevin Crompton) — ударные, гитара, бас-гитара, синтезатор, программирование (с 1982)
- Марк Уолк (англ. Mark Walk) — гитары, басовый синтезатор, бэк-вокал (с 2003)

Бывшие участники
- Дуэйн Гёттел[англ.] (англ. Dwayne Goettel) — синтезаторы, клавишные, программирование, гитары, ударные (1986—1995; умер в 1995 году)
- Билл Либ (англ. Bill Leeb) — басовый синтезатор, бэк-вокал (1985—1986; под псевдонимом Вильгельм Шрёдер)

Сессионные музыканты
- Джастин Беннет[англ.] — ударные
- Мэттью Сетцер[англ.] — гитары

## Дискография

### Студийные альбомы
- Bites (1985 г.)
- Mind: The Perpetual Intercourse (1986 г.)
- Cleanse Fold and Manipulate (1987 г.)
- VIVIsectVI (1988 г.)
- Rabies (1989 г.)
- Too Dark Park (1990 г.)
- Last Rights (1992 г.)
- The Process (1996 г.)
- The Greater Wrong of the Right (2004 г.)
- Mythmaker (2007 г.)
- HanDover (2011 г.)
- Weapon (2013 г.)